# شرق مدينة نصر (حي)
حي شرق مدينة نصر، أحد التقسيمات الداخلية للمنطقة الشرقية في محافظة القاهرة، جمهورية مصر العربية.

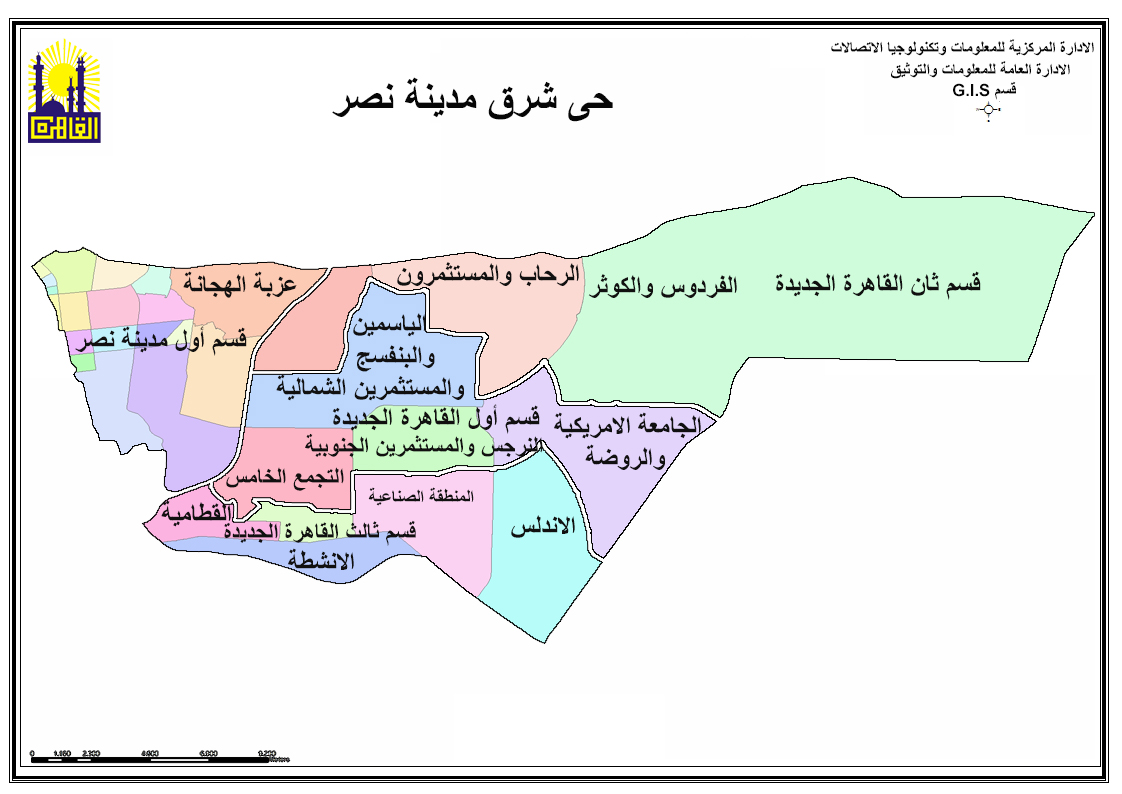
شياخات حي شرق مدينة نصر